# Altenburg (Hanau)

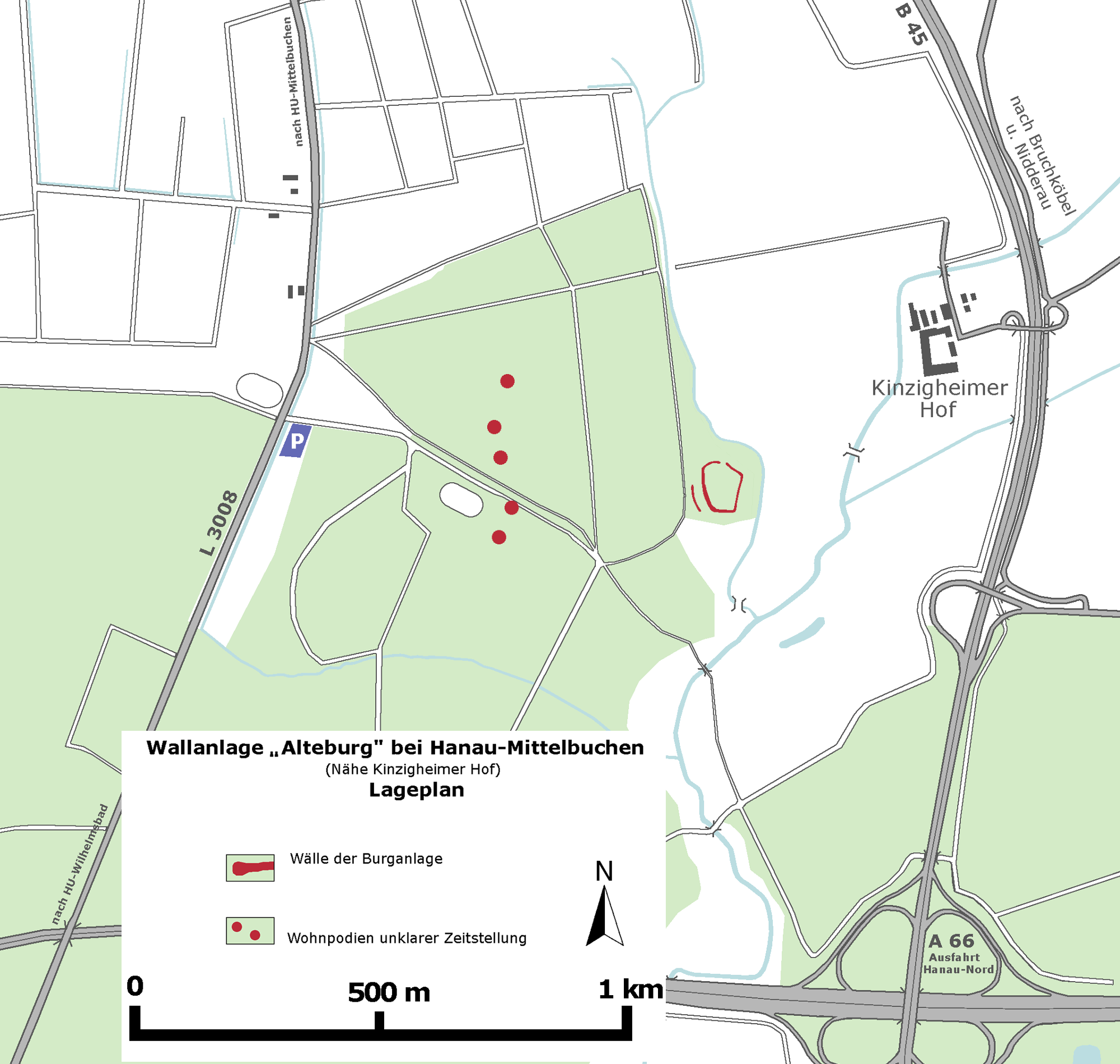
Lageplan der Anlage.

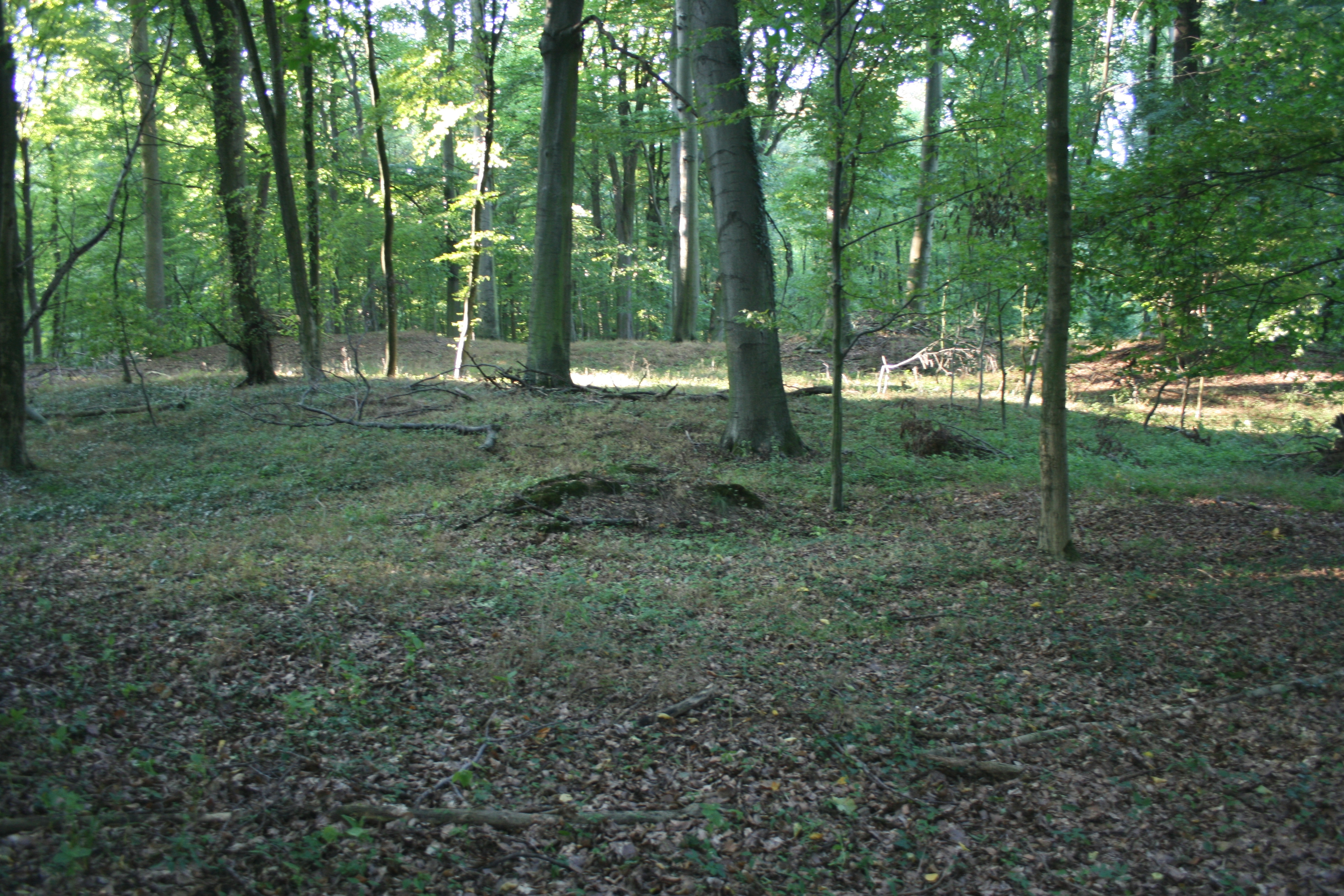
Blick in die Nordwestecke. Im Vordergrund kleiner Hügel des Steingebäudes, im Hintergrund Burgwall.

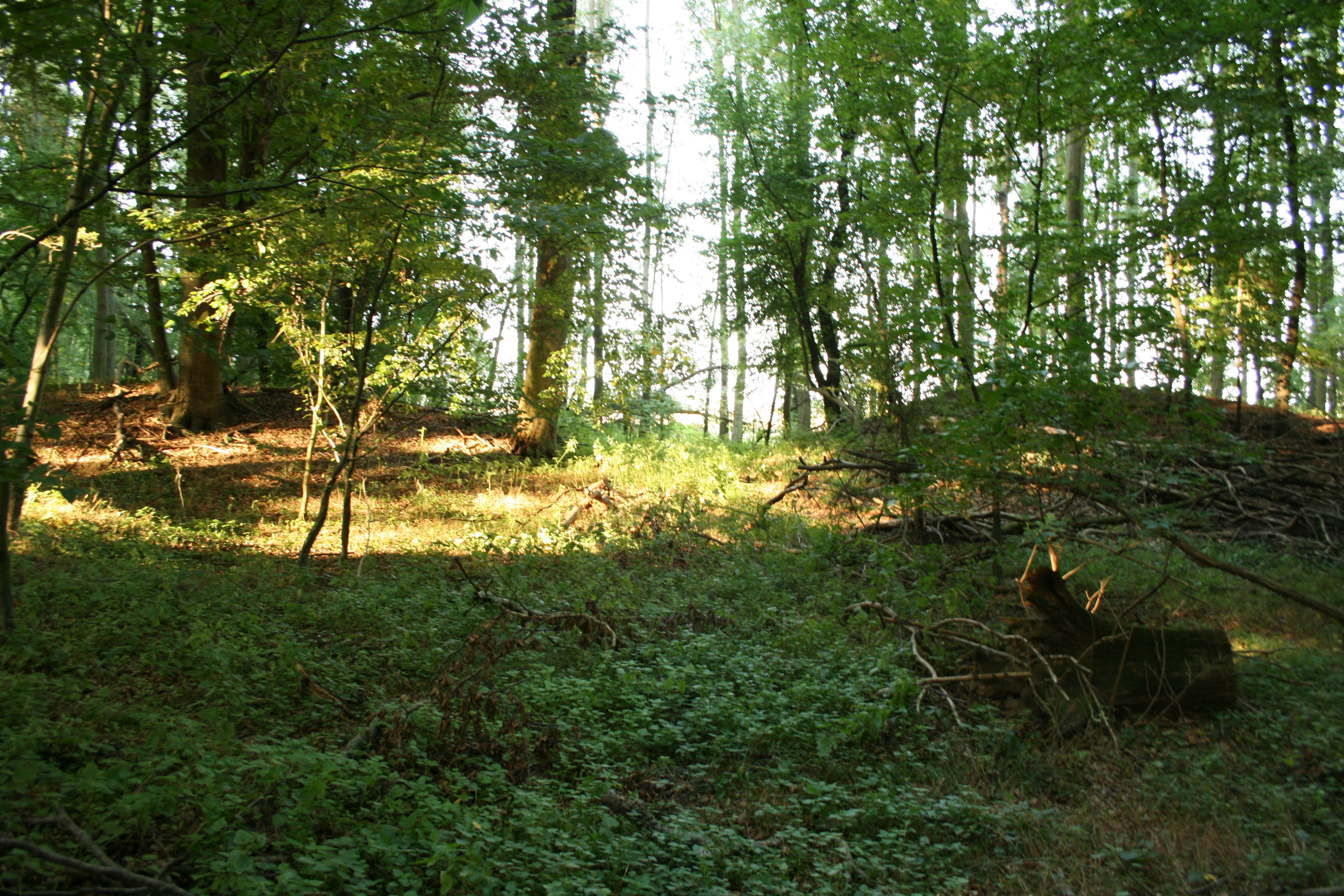
Blick vom Inneren auf das Tor. Deutlich zu erkennen der Einschnitt in den Wall.

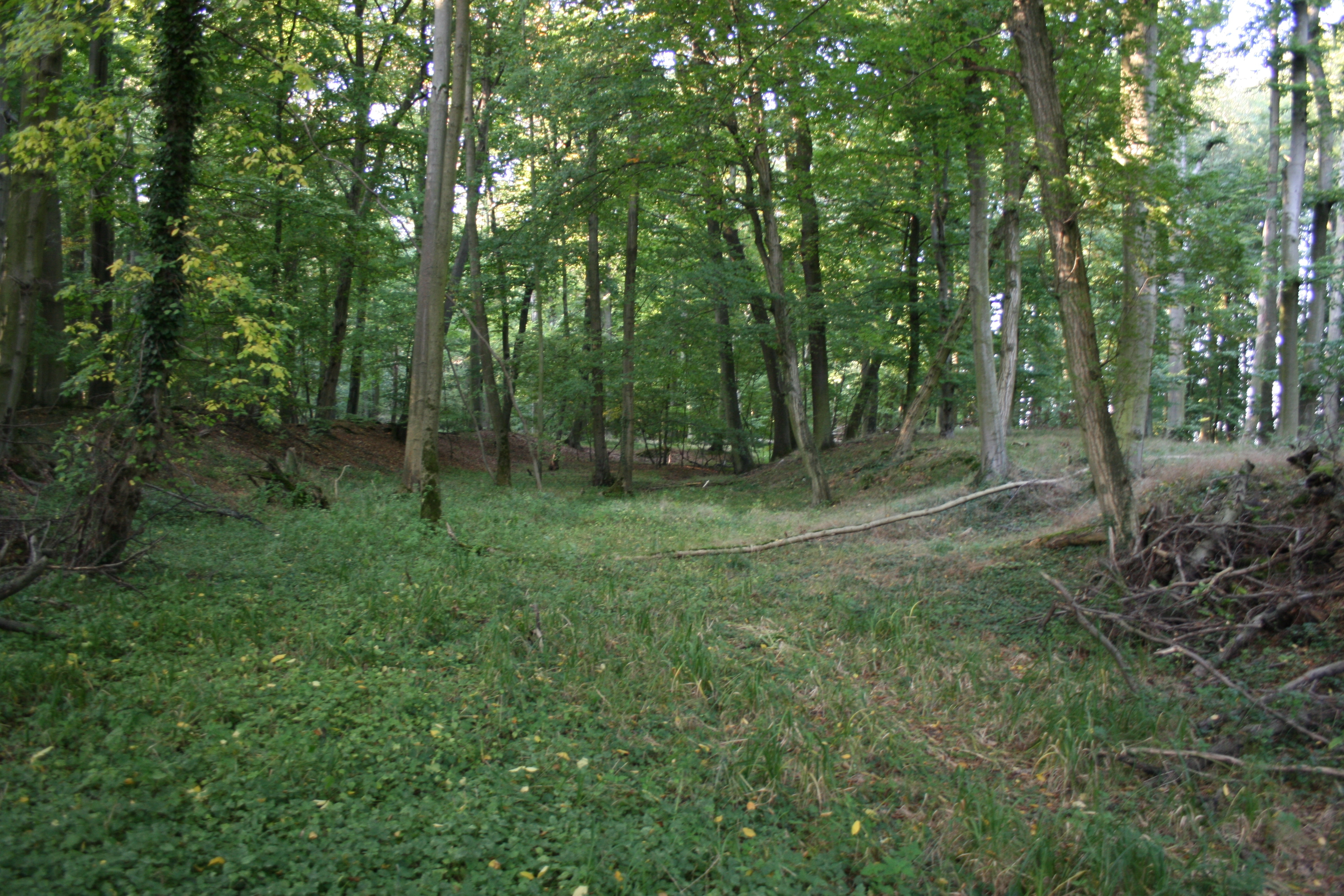
Blick im östlichen Graben nach Norden, links der Außenwall.

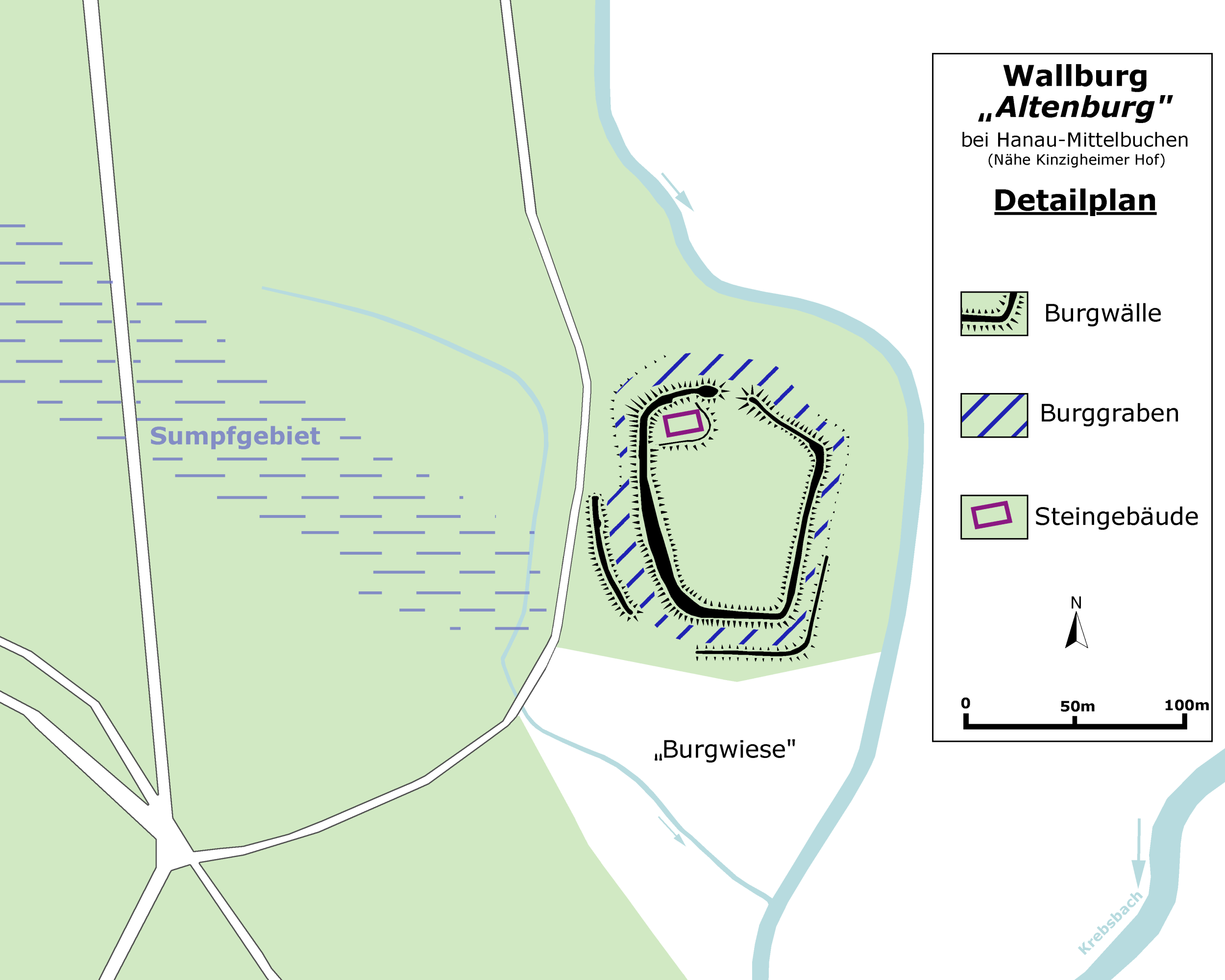
Detailplan der Anlage.

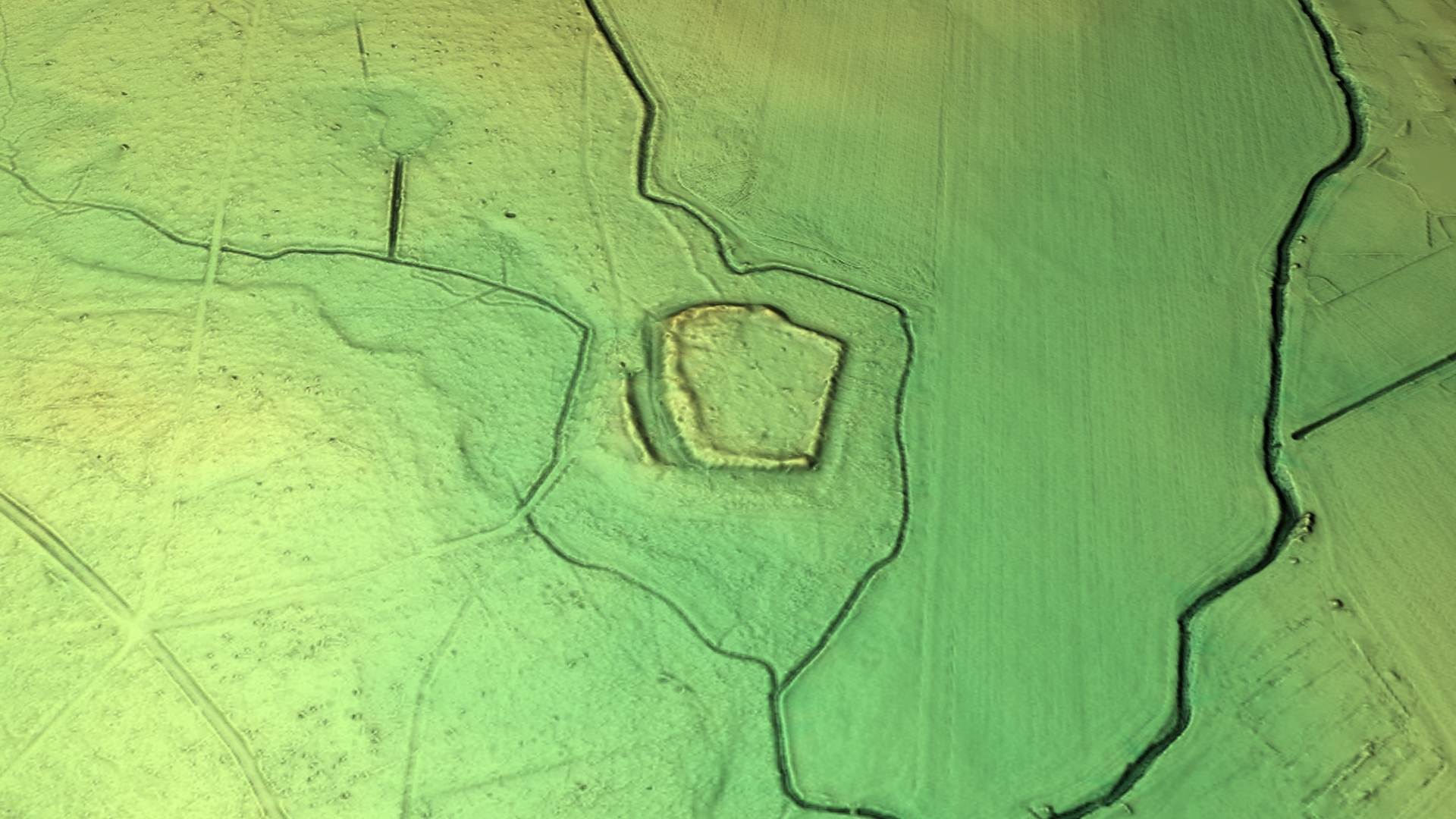
3D-Ansicht des digitalen Geländemodells

Die Altenburg (auch Alteburg, Buchenburg oder alte Burg) ist eine mittelalterliche Wallburg unbekannter ständischer Zuordnung westlich des Kinzigheimer Hofs zwischen Hanau und Bruchköbel im Main-Kinzig-Kreis in Hessen.

## Lage
Etwa 600 Meter südwestlich der Staatsdomäne Kinzigheimer Hof (zur Gemarkung Bruchköbel) befinden sich im zu Hanau-Mittelbuchen gehörenden Wald (Distrikt Große Wald) die Reste einer der frühesten mittelalterlichen Burgen der Region Hanau. Die Anlage liegt in einer Niederung südwestlich eines Nebenlaufs des Krebsbaches, auf der gegenüberliegenden Seite wird sie durch ein Sumpfgebiet geschützt, das von Nordwesten nach Südosten das Waldstück in einer Bodensenke durchzieht.

## Geschichte
Über die Burg selbst sind keine schriftlichen Quellen bekannt. Aufgrund der Zugehörigkeit des Gebietes zum Amt Büchertal wurde ein Zusammenhang mit den Herren von Buchen, Vorgänger der Herren und Grafen von Hanau, vermutet. Vereinzelt wurde die Anlage deshalb früher auch Buchenburg genannt. Aufgrund der geographischen Verhältnisse scheint deren Zuordnung zur wenige Kilometer westlich liegenden, Burg derer von Buchen jedoch wahrscheinlicher.
Schlüssiger erscheint die Verbindung zu den Herren von Kensheim, einem Adelsgeschlecht, das vielfach im Umfeld der Herren und Grafen von Hanau erwähnt ist und im 16. Jahrhundert ausstarb. Der Ort Kinsheim oder Kenesheim wurde erstmals 1235, zuletzt 1392 als Dorf erwähnt und scheint im späten Mittelalter Wüstung geworden zu sein. Das Hofgut blieb bestehen. Graf Philipp Ludwig II. von Hanau-Münzenberg erwarb es 1612 und es verblieb bis zum Aussterben der Hanauer Grafen 1736 in deren Besitz. Danach kam es als Erbe an die Landgrafschaft Hessen-Kassel. Mit Unterbrechung der preußischen Zeit von 1866 bis zum Ende des Zweiten Weltkriegs war der Hof im Besitz des hessischen Staates.
Aufgrund der Aktivitäten des Hanauer Geschichtsvereins fanden bereits 1856 erste Grabungen an dem Objekt statt. Weitere folgten 1874 und 1901/1905, letztere unter Georg Wolff. 1993 nahm das Landesamt für Denkmalpflege Hessen das Gelände topographisch auf.

## Anlage
Die Altenburg hat einen fast trapezförmigen Grundriss und ist mit ihren Langseiten annähernd nord-südlich ausgerichtet. Die Maße betragen 120 Meter an den Längsseiten und zwischen 60 und 100 Meter in den mehr oder weniger ost-westlich verlaufenden Flanken. Das entspricht einem Innenraum von 0,53 Hektar. Ein Torbau befand sich mittig im Norden der Anlage und ist noch anhand des Walleinschnitts und der ihn flankierenden Erhöhungen des Walles kenntlich, auf denen sich möglicherweise hölzerne Türme oder ein Torbau befunden haben.

### Festes Haus
Spuren einer Innenbebauung sind nicht vorhanden. Doch konnte in der Nordwestecke innerhalb einer leichten Erhebung von ca. 25 Zentimetern ein steinernes Gebäude mit einem Grundriss von 19 × 11 Metern festgestellt werden. Es war nicht unterkellert und hatte 1,80 Meter starke Fundamente. Wolff meinte, ein römisches Gebäude zu erkennen. In der neueren Forschung wird es eher als Festes Haus gedeutet, eine Bauform, wie sie in frühen Adelssitzen des 9. und 10. Jahrhunderts n. Chr. belegt ist und auch in den darauffolgenden zwei Jahrhunderten geläufig war. Fundstücke aus dem Fundamentbereich gibt es nicht.
Östlich des Gebäudes bis in die Nähe des Eingangs wurde eine Schotterung nachgewiesen, die wohl als Hofpflasterung zu deuten ist. Nach Wolff konnte sie auch in einem angrenzenden Schnitt unter dem Wall nachgewiesen werden, was belegt, dass das Gebäude vor dem Wall in seinem letzten Bauzustand bestanden hat.

### Wallanlage
Der noch sichtbare markanteste Teil der Anlage besteht in dem Wall, der sie umgibt. Die größte erhaltene Höhe beträgt 1,50 Meter an der Außenseite, während der Innenraum sich nur maximal 0,70 Meter unterhalb der Wallkrone befindet. Dies war aufgrund des feuchten, sumpfigen Geländes notwendig. Der Zugang war nur über die etwas trockenere Nordseite möglich, wo auch der Eingang nachgewiesen wurde. Die größte Höhe erreicht der Wall an seiner nordwestlichen Ecke in der Nähe des Steingebäudes. Wolff erkannte dort eine Doppelreihe von Pfostenlöchern, tatsächlich war es wohl aufgrund der fast quadratischen Anordnung der Teil eines hölzernen Turms.

### Außenwall
Auffällig ist ein dem eigentlichen Wall an der südlichen Westflanke vorgelagerter weiterer Wall. Er wurde zunächst als zweiter Außenwall angesehen. Auffällig ist, dass er in der Mitte der Westseite abgeflacht ist und unregelmäßig erscheint, ebenso der Graben an dieser Stelle. Man hat daraus geschlossen, dass der zur Verteidigung vorgesehene Außenwall nicht fertiggestellt und die Burganlage während des Baus aufgegeben wurde.
Ein weiterer Außenwall ist schwach im Gelände an der Süd- und Ostseite erkennbar. Dieser diente jedoch zur Wasserhaltung gegen das niedrigere Gelände.

### Gräben
Dem Wall vorgelagert umläuft die Anlage ein 10–15 Meter breiter Sohlgraben. Die größte Breite erreichte er an der Nordseite. Er ist noch besonders gut im Westen und Nordosten der Anlage zu erkennen. In einiger Entfernung befindet sich ein sumpfiger Seitenarm des Krebsbaches. Dies hat zusammen mit der Fehleinschätzung des Außenwalls zu der irrigen Annahme eines Doppelgrabens geführt. Tatsächlich folgt dieser weitgehend dem natürlichen Höhenprofil, während die Altenburg aus naheliegenden Gründen ein um etwa einen Meter höher liegendes Areal einnimmt.

### Wohnpodien
Etwa 400 Meter westlich der Anlage fand Wolff fünf annähernd runde Hügel, die mit Durchmessern zwischen 10 und 20 Metern in dem dortigen Sumpfgebiet angelegt wurden. Sie sind noch teilweise auffindbar, einer wurde bei der Anlage eines neuzeitlichen Waldweges überbaut. Um die Hügel verlaufen Gräben, der Aushub des moorigen Bodens wurde innen zu einem Hügel aufgeschichtet. Diverse Vertiefungen für Pfosten belegen, dass sich darauf Holzgebäude befanden. In diesen Gruben und den umlaufenden Gräben wurden nur sehr wenige Funde geborgen, wie auch bei der Altenburg. Wolff meinte, darin römische Terra Sigillata und La Tène-zeitliche Keramik zu erkennen. Er beschreibt die Hügel als „Wohnpodien“ und fügt hinzu „Auch diese unwirtlichen Wohnstätten scheinen armseligem Volke in vorrömischer und vielleicht spätrömischer Zeit vorübergehend als Zufluchtsstätten gedient zu haben“.

### Datierung
Die Ergebnisse Wolffs müssen aus heutiger Sicht angezweifelt werden. Insbesondere für die angesprochene vorrömische Keramik verwundert die klare Datierung, weil die Verwechselungsgefahr mit späterer völkerwanderungszeitlicher Keramik besonders im Falle der einfachen Gebrauchskeramik groß ist und kaum vergleichbare Typologien existierten.
Die Analyse der Funde hat die Auseinandersetzung über die Datierung nicht einfacher gemacht; auch in der Pflasterung der Altenburg wurden römische Stücke (Terra Sigillata und Ziegel), sowie – wiederum von Wolff – latènezeitliche Keramik gefunden. Demgegenüber stehen fränkische Keramik aus dem Burggraben und merowingerzeitliche Grabfunde aus dem Bereich des Kinzigheimer Hofs. Im Falle der La-Tène-Keramik liegt nahe, dass es sich um eine Fehlinterpretation handelt. Römerzeitliche Funde könnten weiterhin auch zufällig von einer der beiden nahe gelegenen Villae rusticae hierher gelangt sein. Eine Überprüfung des Sachverhalts wird kaum noch möglich sein, denn die von Ferdinand Kutsch im Katalog des Museums beschriebenen Fundstücke sind, wie beinahe alle Vorkriegsfunde des Altkreises Hanau, im Zweiten Weltkrieg verbrannt. Für eine Deutung als Kastell würde die Lage in der Nähe eines früheren Limesabschnitts sprechen, der, bereits von Wolff vermutet, durch Neufunde zweier römischer Kleinkastelle in Hanau-Mittelbuchen bekannt geworden ist. Doch scheint die Bauweise (Sohlgraben, steinernes Haus in der Nordwestecke) dem zu widersprechen.
Weiterhin verwies Wolff auf den Fund einer römischen Wasserleitung zwischen der Altenburg und dem Kinzigheimer Hof. Neufunde dieser Leitung beim Bau der Autobahn A 66 1980/81 wurden einer Thermolumineszenzdatierung unterzogen, was eine Datierung in das 16. oder 17. Jahrhundert ermöglichte. Die Rohre beförderten wahrscheinlich Wasser von der Anhöhe bei Mittelbuchen in Richtung der Hanauer Altstadt.
Die Fundstücke beweisen auch die diskutierten zeitlichen Einordnungen der Anlage: Befestigung der La-Tène-Zeit, Römisches Kastell, völkerwanderungszeitliche Fliehburg oder (früh-)mittelalterlicher Adelssitz. Die heutige Forschung tendiert mit aller Vorsicht zum früh- bis hochmittelalterlichen Ursprung. Die Annahme einer Kontinuität von der Vorgeschichte bis in das Mittelalter, wie sie in der älteren Literatur angenommen wurde, können die wenigen und meist unzureichend stratifizierten Funde nicht belegen. Genaueren Aufschluss könnten erst neue Grabungen erbringen, mit denen aber vorerst nicht zu rechnen ist.

## Denkmalschutz
Das Burggelände und die Bodendenkmäler in der Umgebung sind Kulturdenkmäler nach dem Hessischen Denkmalschutzgesetz. Alle Nachforschungen, seien es Grabungen, Schürfungen, Wühlereien, auch gezielte Fundaufsammlungen und Veränderungen am Bestand sind genehmigungspflichtig. Zufallsfunde sind den Denkmalbehörden zu melden.